# Сражение при Люнебурге
Сражение при Люнебурге (фр. Bataille de Lunebourg) — бои отрядов Чернышёва и Дернберга русско-прусской объединённой армии с французским отрядом генерала Морана 2 апреля 1813 года у города Люнебург.

## Предыстория

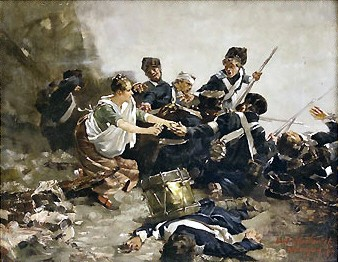
Ludwig Herterich: Йоханна Штеген – героиня Люнебурга. Снабжение патронами прусских пехотинцев.

11 марта союзные войска Петра Витгенштейна триумфально вступили в Берлин. На улицах не умолкало ликование : «Да здравствует Александр! Да здравствует наш избавитель!». 17 марта в Берлин торжественно вступил корпус Йорка. Было объявлено воззвание короля Фридриха Вильгельма III «К моему народу», «К моим войскам» и сделаны распоряжения к повсеместному формированию ландвера (народного ополчения). С расчётом на готовность жителей Германии восстать против захватчиков, а также с целью дезорганизации тыла армии Наполеона, за Эльбу выдвинулись мобильные отряды союзной армии Чернышёва, Дернберга, Бенкендорфа, Теттенборна. 18 марта 1813 года небольшой отряд Теттенборна (1300 чел.) вступил в Гамбург. Освобождение Гамбурга произвело «всеобщий восторг в Пруссии». 21 марта Бенкендорф с небольшим отрядом при поддержке жителей города занял Любек. Горожане Бремена, Люнебурга также были готовы к восстанию. С целью «удержания в повиновении» жителей городов, выполняя директиву Вандама, французский генерал Моран сформировал отряд в 2500 человек с 8 орудиями и 27 марта достиг Тоштедта. Получив известие о восстании в Люнебурге, Моран решил наказать жителей. 1 апреля Моран занял Люнебург, «посадил в тюрьму множество горожан» и планировал 2 апреля расстрелять 50 человек. В то же самое время, отряд Дернберга находился у Шарпенлоэ, отряд Чернышёва у Хафельберга. Дернберг и Чернышёв договорились действовать совместно. 29 марта Чернышёв переправился через Эльбу у местечка Зехаузен. Дернберг — у Ленцена. Отряды ускоренно двинулись на Данненберг. Прикрытие осуществлял отряд полковника Власова . Получив на марше известие о репрессиях Морана в Люнебурге, Дернберг и Чернышев решили уничтожить французов и повернули на Бинненбюттель. Пройдя 70 верст за 24 часа, отряды к вечеру 1 апреля прибыли к Бинненбюттелю. Утром 2 апреля подошли к Люнебургу.

## Сражение
План сражения предусматривал: проведение основной атаки со стороны реки Ильменау восточных застав Альтен-Брюкер — Тор (см. Карту : Altenbrücker Tor str.) и Люнер-Тор (Lüner Tor str.) и отвлекающей с запада — Новой заставы (vor dem Neue Tor str.). К Новой был послан полковник Пален с двумя казацкими полками. Полковник Власов с одним казацким полком был послан на дорогу к Целле, наблюдать за войсками Даву. Один казачий полк был направлен к Данненбергу для прикрытия судоходного движения между Ленценом и Бойценбургом. Моран был уверен в атаке русско-прусских войск с востока и укрепил оборону застав Альтен-Брюкер — Тор и Люнер-Тор. Он выслал батальон пехоты с двумя орудиями на правую сторону реки. Французский батальон был атакован союзной кавалерией и рассеян. Было пленено 200 чел. и взято 2 орудия. Союзная артиллерия, расположенная на возвышенностях правого берега реки, открыла артиллерийский огонь. Одновременно, майор Эссен с русскими егерями атаковал Альтен-Брюкер — Тор, майор Борке с прусским батальоном — Люнер-Тор. Два часа продолжался упорный бой. Сначала прусские войска ворвались в город, овладев двумя орудиями, ударили в тыл французам. Изюмские гусары поддержали егерей Эссена и совместно прорвали оборону противника. Завязались уличные бои. Горожане стреляли по французам из окон домов. Морану с небольшим отрядом в 500 чел. удалось пробиться через Новую заставу и достичь деревню Реппенштедт. В деревне отряд Морана был встречен русскими войсками и вынужден повернуть обратно к городу. У Новой заставы французы были окружены и уничтожены. Сам Моран был смертельно ранен.

## Результаты
Победа союзных войск над французами. В ходе сражения было продемонстрировано взаимодействие русско-прусских частей, храбрость солдат. Александр I ввиду блистательных действий командиров отрядов русско-прусской армии наградил: генерал-адъютанта Чернышева — бриллиантовыми знаками к ордену Св. Анны 1-й степени; генерал-майора Дернберга — орденом Св. Георгия 3-й степени; Командующего правым крылом русско-прусской армии генерала П. Х. Витгенштейна — бриллиантовыми знаками к ордену Св. Ал. Невского. Наполеон, узнав о гибели Морана, усилил корпус Даву дивизией Лагранжа (6000 чел.). Ввиду наступления превосходящих сил противника, генералы отступили из города к Бойценбургу за Эльбу. Чернышев и Дернберг написали наступающим французским войскам предупреждение о недопущении расправ над горожанами Люнебурга. В противном случае за смерть людей будут отвечать взятые в плен французы. Действия отрядов Чернышева, Дернберга, Бенкендорфа, Теттенборна явились крупным успехом союзного генерального штаба: 40 тыс. французских войск маршала Даву были связаны в Северной Германии. Эти силы, находясь в Саксонии, могли бы изменить ход событий.